# Трудфронт
Трудфронт (рос. Трудфронт) — село у Ікрянинському районі Астраханської області Російської Федерації.
Населення становить 2680 осіб. Входить до складу муніципального утворення Село Трудфронт.

## Історія
Населений пункт розташований на території українського етнічного та культурного краю Жовтий Клин. Від 1925 року належить до Ікрянинського району.
Згідно із законом від 6 серпня 2004 року органом місцевого самоврядування є Село Трудфронт.

## Населення
| 1959  | 1970  | 1979  | 1989  | 2002  | 2010  | 2012  |
| ----- | ----- | ----- | ----- | ----- | ----- | ----- |
| 4450  | ↘3844 | ↘3424 | ↘3280 | ↘2584 | ↗2721 | ↘2693 |
| 2013  | 2014  | 2015  | 2016  | 2017  |       |       |
| ↘2683 | ↗2684 | ↗2699 | ↘2672 | ↗2680 |       |       |